# Walter Stoecker

Walter Stoecker, vor 1931

Walter Stoecker (* 9. April 1891 in Köln; † 10. März 1939 im KZ Buchenwald) war ein deutscher kommunistischer Politiker in der Weimarer Republik und Abgeordneter des Reichstags.

## Leben
Der Sohn eines Ingenieurs absolvierte nach dem Besuch der Realschule eine kaufmännische Lehre und schloss sich im Jahr 1908 der SPD und der sozialdemokratischen Arbeiterjugendbewegung in Köln an, wo er gemeinsam mit Wilhelm Sollmann aktiv war. Ab 1910 arbeitete er in seiner Heimatstadt und in Kiel als Volontär und später als Redakteur bei sozialdemokratischen Zeitungen und nahm im Jahr 1912 ein Studium der Geschichte und Ökonomie in Leipzig, Zürich und Köln auf, wo er sozialistische Studentengruppen aufbaute. Im Jahr 1915 zum Militär eingezogen und bis Ende des Ersten Weltkriegs Soldat, trat der Kriegsgegner Stoecker im Jahr 1917 aus der SPD aus und schloss sich der USPD an. Während der Novemberrevolution führendes Mitglied des Arbeiter- und Soldatenrats in Köln, übernahm er Ende 1918 die Leitung der USPD-Zeitung Volkstribüne in Elberfeld und wurde im Jahr 1919 in die Stadtverordnetenversammlung Kölns und die verfassunggebende preußische Landesversammlung gewählt und im Juni 1919 zum Sekretär der USPD-Zentrale in Berlin berufen. 1920 wurde er in den Reichstag gewählt, dem er bis zum Juli 1932 angehörte.
Neben Ernst Däumig und Wilhelm Koenen war Stoecker einer der führenden Vertreter des linken USPD-Flügels, betrieb auch dessen Zusammenschluss mit der KPD, gehörte in den Jahren 1920 und 1921 dem Vorstand der vereinigten Partei an und wurde zu deren wichtigsten Parlamentariern gezählt. Ab 1923 wieder Vorstandsmitglied, wurde er auch Polleiter des Oberbezirkes West und war auf Grund seiner mutmaßlichen Involvierung in den gescheiterten Hamburger Aufstand im Herbst 1923 bei den folgenden Parlamentsauflösungen auf Grund eines Haftbefehls jeweils zur Fahndung ausgeschrieben. Der zur Mittelgruppe der Partei gehörende Stoecker wurde im Dezember 1924 Vorsitzender der KPD-Fraktion im Reichstag (bis ihn 1929 Ernst Torgler ablöste) und nahm nach der Absetzung der Führung um Ruth Fischer nach einer Komintern-Intervention 1925 in der neuen Führung unter Ernst Thälmann eine wichtige Rolle ein, was sich auch durch Stoeckers kurzzeitige Unterstützung einer Suspendierung Thälmanns von allen Parteiämtern während der Wittorf-Affäre 1928 nicht änderte. Stoecker, der auch Vorsitzender des Internationalen Bundes der Freunde der Sowjetunion war, verlor nach dem Jahr 1930 in der Partei an Bedeutung und wurde 1932 auch nicht mehr als Kandidat bei den Reichstagswahlen aufgestellt.
Nach der Machtergreifung der NSDAP im Januar 1933 nahm Stoecker am 7. Februar 1933 an der illegalen Tagung des Zentralkomitees der KPD im Sporthaus Ziegenhals bei Berlin teil.

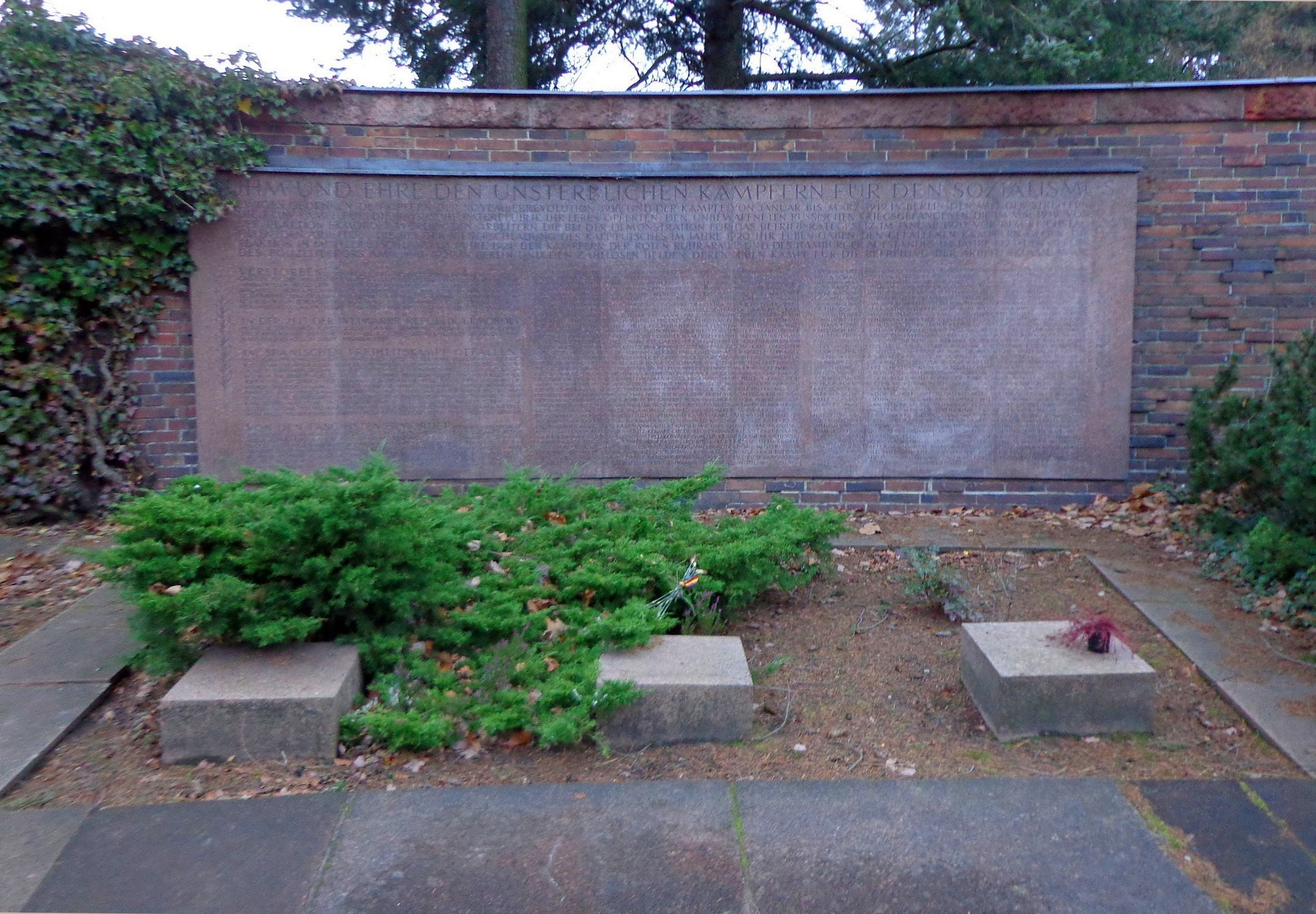
Gedenkstätte der Sozialisten, Porphyr-Gedenktafel an der Ringmauer mit Urnensammelgrab

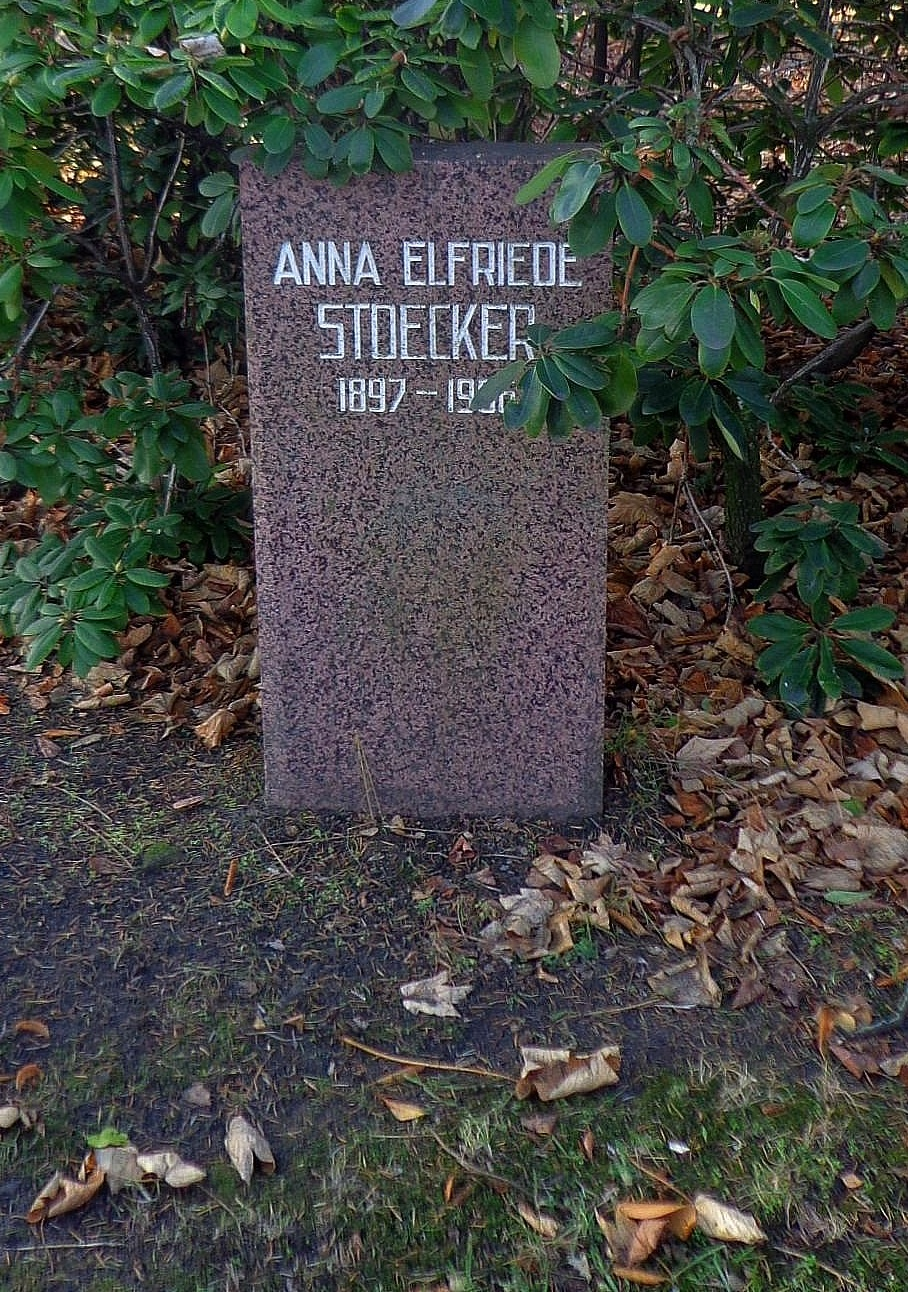
Grabstätte von Anna Elfriede Stoecker

In der Nacht des Reichstagsbrandes wurde er verhaftet und in den Konzentrationslagern Sonnenburg, Lichtenburg und ab 1937 Buchenwald inhaftiert, wo er sich mit Albert Kuntz und Theodor Neubauer jeweils am illegalen Lagerwiderstand beteiligte. Am 10. März 1939 starb Stoecker in Buchenwald an Typhus.
Stoeckers Familie gelang es, nach Großbritannien zu flüchten. Sein Sohn Helmuth Stoecker kehrte nach dem Zweiten Weltkrieg zurück, wohnte in der Sowjetischen Besatzungszone und arbeitete als Professor für Geschichte an der Humboldt-Universität Berlin.
Walter Stoeckers Urne wurde später in der Gedenkstätte der Sozialisten (Urnensammelgrab bei der großen Porphyr-Gedenktafel auf der rechten Seite der Ringmauer) auf dem Berliner Zentralfriedhof Friedrichsfelde beigesetzt. Die Urne seiner Witwe Anna Elfriede, geborene Bayley (1897–1956), erhielt einen Platz in der zur Gedenkstätte der Sozialisten gehörenden Gräberanlage Pergolenweg.

## Gedenken

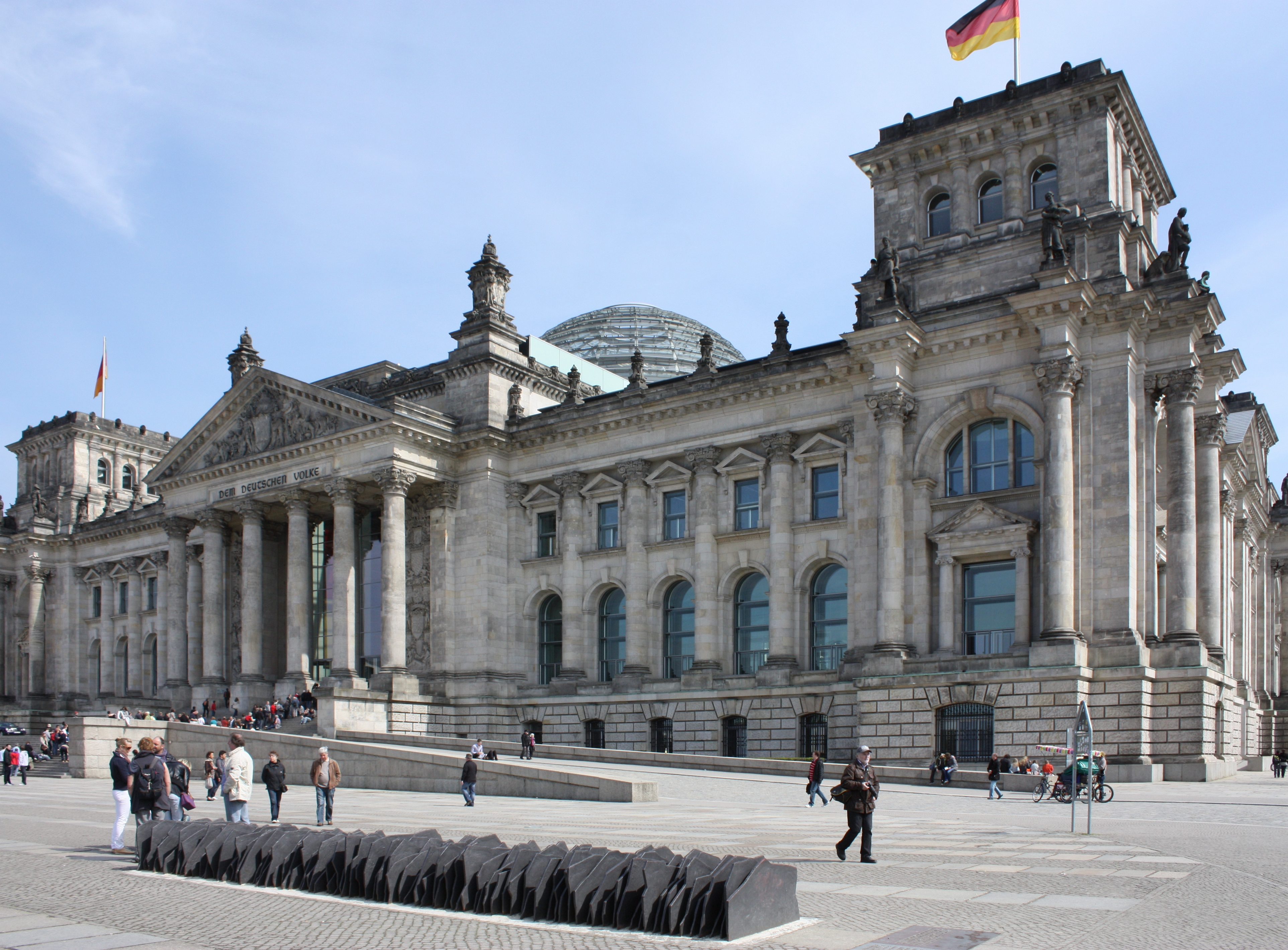
Gedenktafeln am Reichstag

Die Deutsche Post der DDR gab im Jahr 1981 zu seinen Ehren eine Sondermarke in der Serie Persönlichkeiten der deutschen Arbeiterbewegung heraus.
In Berlin erinnert seit dem Jahr 1992 in der Nähe des Reichstagsgebäudes eine der 96 Gedenktafeln für von den Nationalsozialisten ermordete Reichstagsabgeordnete an Stoecker.